# Liste der amtierenden deutschen Landesfinanzminister
Die Liste der amtierenden deutschen Landesfinanzminister verzeichnet die Leiter der für Finanzen zuständigen Landesbehörde in den deutschen Ländern. Der Geschäftsbereich Finanzen wird in der Regel in allen Ländern durch ein eigenes Ministerium verwaltet. Im Rahmen des kooperativen Föderalismus arbeiten die Finanzminister der Länder in der Finanzministerkonferenz (FMK) zusammen, an deren Sitzungen auch der für das Bundesministerium der Finanzen zuständige Bundesminister regelmäßig teilnimmt. Durch ihre Mitgliedschaft im Finanzausschuss des Bundesrates wirken die Finanzminister an der Gesetzgebung des Bundes mit.

## Amtierende Landesfinanzminister der deutschen Länder
Von den 16 amtierenden Landesfinanzministern sind 13 Männer und drei Frauen. Sechs Amtsinhaber gehören den Unionsparteien (CDU/CSU) an; je vier sind Mitglied der SPD und von Bündnis 90/Die Grünen und zwei des BSW. Auf die längste Amtszeit der amtierenden Landesfinanzminister kommt Doris Ahnen (SPD, seit 2014 in Rheinland-Pfalz).
| Land                   | Oberste Landesbehörde                                     | Amtsinhaber/in       | Amtsantritt       | Regierung/-en 1                                 | Partei | Partei                | Bild |
| ---------------------- | --------------------------------------------------------- | -------------------- | ----------------- | ----------------------------------------------- | ------ | --------------------- | ---- |
| Baden-Württemberg      | Ministerium für Finanzen                                  | Danyal Bayaz         | 12. Mai 2021      | Kretschmann III                                 |        | Bündnis 90/Die Grünen |      |
| Bayern                 | Bayerisches Staatsministerium der Finanzen und für Heimat | Albert Füracker      | 21. März 2018     | Söder I Söder II Söder III                      |        | CSU                   |      |
| Berlin                 | Senatsverwaltung für Finanzen                             | Stefan Evers         | 27. April 2023    | Wegner                                          |        | CDU                   |      |
| Brandenburg            | Ministerium der Finanzen und für Europa                   | Robert Crumbach      | 11. Dezember 2024 | Woidke IV                                       |        | BSW                   |      |
| Bremen                 | Der Senator für Finanzen                                  | Björn Fecker         | 5. Juli 2023      | Bovenschulte II                                 |        | Bündnis 90/Die Grünen |      |
| Hamburg                | Finanzbehörde                                             | Andreas Dressel      | 28. März 2018     | Tschentscher I Tschentscher II Tschentscher III |        | SPD                   |      |
| Hessen                 | Hessisches Ministerium der Finanzen                       | Ralph Alexander Lorz | 18. Januar 2024   | Rhein II                                        |        | CDU                   |      |
| Mecklenburg-Vorpommern | Finanzministerium                                         | Heiko Geue           | 15. November 2021 | Schwesig II                                     |        | SPD                   |      |
| Niedersachsen          | Niedersächsisches Finanzministerium                       | Gerald Heere         | 8. November 2022  | Weil III Lies                                   |        | Bündnis 90/Die Grünen |      |
| Nordrhein-Westfalen    | Ministerium der Finanzen                                  | Marcus Optendrenk    | 29. Juni 2022     | Wüst II                                         |        | CDU                   |      |
| Rheinland-Pfalz        | Ministerium der Finanzen                                  | Doris Ahnen          | 12. November 2014 | Dreyer I Dreyer II Dreyer III Schweitzer        |        | SPD                   |      |
| Saarland               | Ministerium der Finanzen und für Wissenschaft             | Jakob von Weizsäcker | 26. April 2022    | Rehlinger                                       |        | SPD                   |      |
| Sachsen                | Sächsisches Staatsministerium der Finanzen                | Christian Piwarz     | 19. Dezember 2024 | Kretschmer III                                  |        | CDU                   |      |
| Sachsen-Anhalt         | Ministerium der Finanzen                                  | Michael Richter      | 20. Juni 2019     | Haseloff II Haseloff III                        |        | CDU                   |      |
| Schleswig-Holstein     | Finanzministerium                                         | Silke Schneider      | 1. August 2024    | Günther II                                      |        | Bündnis 90/Die Grünen |      |
| Thüringen              | Ministerium für Finanzen                                  | Katja Wolf           | 13. Dezember 2024 | Voigt                                           |        | BSW                   |      |